# Núr ed-Dín Bújahjví
Núr ed-Dín Bújahjví (arabul: نور الدين البويحياوي); 1955. január 7. –) marokkói válogatott labdarúgó.

## Pályafutása

### Klubcsapatban
kenitrában született. 1971 és 1989 között szülővárosa csapatában a KAC Kenitrában futballozott, melynek tagjaként 1973-ban, 1981-ben és 1982-ben megnyerte a marokkói bajnokságot. 

### A válogatottban
1979 és 1986 között 57 alkalommal játszott a marokkói válogatottban. Tagja volt az 1984. évi nyári olimpiai játékokon szereplő válogatott keretének. Részt vett az 1986-os afrikai nemzetek kupáján és az 1986-os világbajnokságon, ahol a marokkóiak összes mérkőzésén kezdőként lépett pályára.

## Sikerei, díjai
KAC Kénitra
- Marokkói bajnok (3): 1972–73, 1981–82, 1982–83